# 4294967295
Die Zahl 4 294 967 295 (ausgeschrieben: Vier Milliarden zweihundertvierundneunzig Millionen neunhundertsiebenundsechzigtausend zweihundertfünfundneunzig) ist gleich {\displaystyle 2^{32}-1=2^{(2^{5})}-1} und außerdem das Produkt aller fünf bekannten Fermatschen Primzahlen: {\displaystyle 4294967295=(2^{1}+1)(2^{2}+1)(2^{4}+1)(2^{8}+1)(2^{16}+1)}.

## Teiler
Die Primfaktorenzerlegung ist {\displaystyle 3\cdot 5\cdot 17\cdot 257\cdot 65537}. Daraus ergibt sich, dass es {\displaystyle 2\cdot 2\cdot 2\cdot 2\cdot 2=32} Teiler gibt: 
1, 3, 5, 15, 17, 51, 85, 255, 257, 771, 1285, 3855, 4369, 13107, 21845, 65535, 65537, 196611, 327685, 983055, 1114129, 3342387, 5570645, 16711935, 16843009, 50529027, 84215045, 252645135, 286331153, 858993459, 1431655765, 4294967295

## 32-Bit-Integer-Limit bei Computern
4 294 967 295  (oder hexadezimal FFFF,FFFF16) ist der größte positive Wert, welcher in einem  vorzeichenlosen 32-Bit Integer gespeichert werden kann, und hat dadurch eine besondere Bedeutung in Programmiersprachen und Rechnerarchitekturen, wenn negative Ganzzahlen nicht vorkommen können. So beispielsweise bei Speicheradressen und Indizes. 
Computer mit einer 32-Bit-Architektur haben einen 32-Bit breiten Adressbus und (meist) auch 32-Bit breite CPU-Register und können daher maximal 232 Bytes adressieren. Dies entspricht 4 GiB (4 Gibibyte, oft fälschlich als 4 Gigabyte angegeben).